# Lucien Vassal
Lucien Vassal (* 1937 in Marseille) ist ein französischer Schriftsteller, Politiker und Physiklehrer.

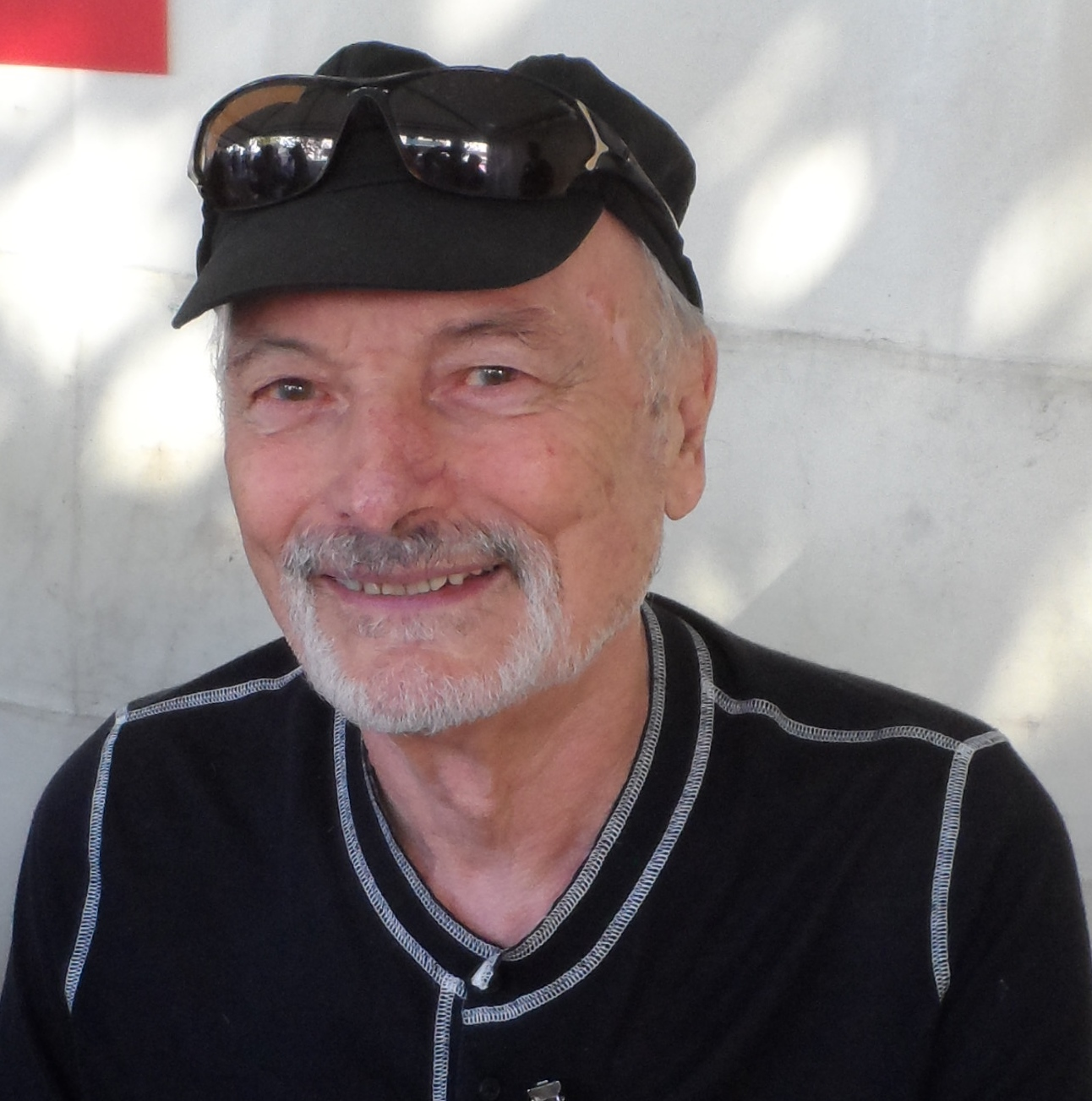
Lucien Vassal, September 2018

## Biographie
Lucien Vassal war Physiklehrer an einem Collège in Marseille-St.-Antoine. Er engagierte sich als kommunistisches Mitglied des Stadtrates von Marseille im Bereich Stadtplanung und Umwelt und war 1983 bis 1995 Bezirksbürgermeister der nördlichen Arrondissements von Marseille. Im Laufe seiner daraufhin einsetzenden intensiven schriftstellerischen Tätigkeit fing er die Geschichte der Stadt Marseille ein, insbesondere die der vielfach aus der Immigration stammenden Bevölkerungsgruppen der nordwestlichen Stadtteile. Eine große Hilfe war ihm dabei das phänomenale Gedächtnis seines Vaters, der hundert Jahre alt wurde.
Seine Mutter hatte spanische Wurzeln und wurde in Algerien geboren. Der Vater seines Vaters betrieb eine Bar-Tabac in La Viste bei Marseille und ein großes Gartenlokal, wo Berühmtheiten wie Fernandel oder Yves Montand auftraten.
Lucien Vassal ist mit der Geschichte der Stadt Marseille, der umgebenden Ortschaften und der Landschaft, dem Meer verwachsen, nicht nur, weil er hier aufgewachsen ist, sondern weil er die politische Entwicklung der Stadt aufmerksam, wissbegierig und unerschrocken verfolgt, mitgestaltet und erforscht hat.

## Literarisches Werk
Seine Romane schildern die Geschichte der nordwestlichen Arbeiterviertel von Marseille (La Viste, Saint-Antoine, L’Estaque), in denen er zeit seines Lebens gelebt und gewirkt hat. Sie legen Zeugnis ab vom Leben der kleinen Leute, die von den Ereignissen der großen Geschichte hin- und hergerissen werden. Sein zumeist autobiografisches Werk verbindet in einem mitreißenden Stil Erinnerungen und Fiktion, ist jedoch stets in einen umfassenderen historischen Kontext eingebettet, den er immer wieder unauffällig, aber treffend dokumentiert.
Enzella (2004, ins Deutsche übersetzt) schildert das Leben einer jungen Spanierin, die am Ende des spanischen Bürgerkrieges Zuflucht in L’Estaque fand, und ihre Liebe zu einem deutschen Besatzungssoldaten, dessen Leidenschaft nicht dem Krieg, sondern der Malerei und seinem Vorbild Cézanne galt. Vassal erhielt für diesen Roman den Prix international du roman des Arts et Lettres de France.
In der Trilogie des Collines, die ihm den prix de l’Académie de Marseille einbrachte, spürt man in jedem Kapitel den Atem der Geschichte. La Colline vert de gris spielt im Zweiten Weltkrieg im besetzten Marseille; La Colline aux genets gewährt Einblicke in den Alltag der auf den Krieg folgenden Vierten Republik; „La Colline pourpre“ umspannt die Zeit zwischen Algerienkrieg und Mauerfall und zeigt ihn als militanten Studenten, Lehrer und Politiker.
Les Noces de palissandre (2015), thematisiert die zerbrochene Geschichte der Migranten anhand des Schicksals seiner eigenen Familie, bei der beinahe jeder Strang in der Immigration – aus Spanien, Italien, Armenien und der Kabylei – wurzelt.
Sein bis dato letzter Roman, Au temps de la Male Bête (2018), befasst sich mit den mysteriösen Angriffen der Bestie des Gévaudan, die im 18. Jahrhundert eine ganze Region in Aufruhr brachten.
Liste seiner Romane
- La colline Vert-de-Gris, P. Tacussel, Marseille 2000;
- Enzella, éd. Auberon, 2004; deutsche Übersetzung: Edition Contra-Bass, Hamburg 2012;
- La colline aux genêts, P. Tacussel, Marseille 2007;
- Black Gloves. Sur les Traces d'Ulysse, P. Tacussel, Marseille 2010;
- La Colline pourpre, P. Tacussel, Marseille 2012;
- Les Noces de palissandre, Jean Marie Desbois éditeur, Les Baux-de-Provence 2015; deutsche Übersetzung: Edition Contra-Bass, Hamburg 2018;
- Au temps de la Male Bête, P. Tacussel, Marseille 2018.